# Kremnica
Kremnica (mađ. Körmöcbánya, njem. Kremnitz),  je grad u Banskobistričkom kraju u središnjoj Slovačkoj, upravno pripada Okrugu Žiar nad Hronom.

## Zemljopis
Kremnica leži na nadmorskoj visini od 564 metra i pokriva površinu od 43,13 km², a nalazi se podno Kremnice planine i na Kremnica potoku koji je pritok Hrona. Nalazi se oko 20 km zapadno od Banske Bistrice, 45 km južno od Martina i oko 175 km od Bratislave.

## Povijest
Kremnica je bila među glavnim rudarskim gradovima u Europi u srednjem vijeku s velikim rudnicima zlata.
U  XIII stoljeću na ovo područje dolaze Mongoli koji su opustošili grad i raselili ljude. Nakon toga katastrofalnog događaja,  mađarski kraljevi pozivaju koloniste iz Njemačke da se nasele na opustošena područja. Prvi pisani spomen grada datira iz 1328. kada je dobio privilegije slobodnog kraljevskog grada
Kroz povijest rudnici zlata su imali veliki utjecaj na razvitak grada pa je i nadimak grada bio "Zlatna Kremnica".
Krajem 14. stoljeća, Kremnica je postala glavni rudarski grad u Kraljevini Mađarskoj. Godišnja proizvodnja zlata i srebra zajamčila je razvoj grada.
Rudarstvo u Kremnici kulminiralo u 14. i 15. stoljeću. U  XI stoljeću, grad je bio glavni centar proizvodnje (većinom vjerskih) medalja. Ali u isto vrijeme, rudari su morali kopati dublje u podzemlje i (rudarski) uvjeti su se pogoršali zbog podzemnih voda. Trošak je porastao pa je rudarstvo postalo manje profitabilno. Posljednje zlato je izvađeno u Kremnici 1970. kada su svi rudnici zatvoreni.

## Stanovništvo
| Godina:     | 1993. | 2003.    | 2013.   | 2023.    |
| ----------- | ----- | -------- | ------- | -------- |
| Broj ljudi: | 6585  | 5686     | 5528    | 4755     |
| Razlika:    |       | -13,65 % | -2,77 % | -13,98 % |

| Godina:     | 2022. | 2023.   |
| ----------- | ----- | ------- |
| Broj ljudi: | 4812  | 4755    |
| Razlika:    |       | -1,18 % |

Po popisu stanovništa iz 2002. grad je imao 5.822 stanovnika.

### Etnički sastav
- Slovaci 95,76%
- Nijemci 1,19%
- Česi 0,88%
- Romi 0,86%
- Mađari 0,33%
- Ukrajinci 0,03%

### Religija
- rimokatolici 64,89%
- ateisti 22,62%
- luterani 5,84%
- grkokatolici 0,46%

## Gradovi prijatelji
- – Kutná Hora, Češka
- – Nový Jičín, Češka
- – Fidenza, Italija
- – Herbolzheim, Njemačka
- – Šurany, Slovačka
- – Várpalota, Mađarska

## Vanjske poveznice
- Službena stranica grada
- Turističke informacije
- Muzej  Arhivirana inačica izvorne stranice od 12. siječnja 2021. (Wayback Machine)